# 고교10대천왕
《고교10대천왕》은 2015년 4월 29일부터 2015년 7월 15일까지 tvN에서 방송되었던 토크 쇼 프로그램이다.

## 고교10대천왕
- 신원식
- 이다현
- 신세휘
- 변승주
- 김주현
- 이재현
- 김호빈
- 류승민
- 김명진
- 박세은
- 정소영
- 김재령
- 조상우
- 조현지
- 이진이
- 인지환
- 백두대간
- 강인준